# Батрак (Бакалинський район)
Батра́к (рос. Батрак, башк. Батрак) — село (у минулому присілок) у складі Бакалинського району Башкортостану, Росія. Входить до складу Новоурсаєвської сільської ради.
Населення — 39 осіб (2010; 107 у 2002).
Національний склад:
- росіяни — 61 %